# IC 1184
IC 1184 — галактика типу *2 (подвійна зірка) у сузір'ї Геркулес.
Цей об'єкт міститься в оригінальній редакції індексного каталогу.